# Мандърлей (замък)
Замък „Мандърлей“ (на английски: Manderley Castle, на ирландски: Caisleán Mhanderley), бивш Замък „Виктория“ и Замък „Айша“, е голямо укрепено ирландско имение във Викториански стил в Килини, Графство Дан-Лири Ратдаун, Ирландия. Той е притежание на ирландската певица, музикантка и композиторка Еня към 2021 г.

## Характеристики
От покрива на назъбената куличка на замъка е възможно да се види отвъд ирландското крайбрежие чак на изток до Уелс. Сградата е заобиколена от 14 000 m2 (3,5 acres) градини с редица места за горски разходки. Таен тунел в дъното на градината първоначално е давал достъп до плажа на Килини, но сега е затворен.

## История
Ирландският политик и съдия Робърт Уорън (* 3 юни 1817,  † 24 септември 1897) кара да построят замъка Виктория (Victoria Castle) през 1840 г. в чест на възкачването на кралица Виктория на трона. Интериорът е унищожен от пожар през 1928 г., след което е възстановен от сър Томас Пауър от семейството на дестилерията за уиски Пауър. Той преименува имението на Замък „Айша“ (Ayesha Castle) на името на богинята, която се издига от пламъците в романа „Тя“ на Хенри Райдър Хагард. През 1995 г. семейство Елмър решава да превърне замъка в място от туристически интерес, „преобразувайки съществуващите конюшни в апартамент на приземния етаж и в стая за занаяти на първия етаж“. Там е създадена Галерия „Конюшня“ (Stable Gallery), в която излагат картини редица художници.
Ирландската певица и музикантка Еня купува замъка през 1997 г. за 3,8 милиона евро, като се твърди, че тя печели в наддаванията срещу ирландско-американския танцьор Майкъл Флетли. Въз основа на интереса си към романа „Ребека“ на Дафни дю Морие, Еня преименува замъка на „Мандърлей“ по името на измислената къща, играеща централна роля в романа от 1938 г.

### Сигурност
Поради заплахи от сталкери Еня засилва охраната на замъка, монтирайки нови входни врати от масивно дърво 41 m (135 ft), издигайки заобикалящата каменна стена с повече от 2,7 метра и поставяйки парапети от 1,2 метра на върха на някои секции. Въпреки тези промени около средата на август 2005 г. има две отделни пробива в сигурността, докато тя е в замъка (нейната система за сигурност включва и паник стая). В единия от случаите нарушителят връзва прислужница, след което прекарва два часа в издирване на Еня. Певицата се скрива в паник стаята си. Сталкерът бяга с редица предмети, когато Еня активира алармата. Седмица по-рано е арестуван друг мъж, който нахлува в дома ѝ.